# Andrewsarchus
Andrewsarchus («Gobernante de Andrews») es un género extinto de mamífero terrestre de dieta carnívora que vivió en Asia Central durante el período Eoceno Superior entre hace 45 y 41 millones de años. La única especie descrita es Andrewsarchus mongoliensis basado en un cráneo gigante hallado en Mongolia en 1923 por la expedición liderada por el explorador y cazador de fósiles Roy Chapman Andrews, en honor al cual se nombró el género.

## Descubrimiento y clasificación

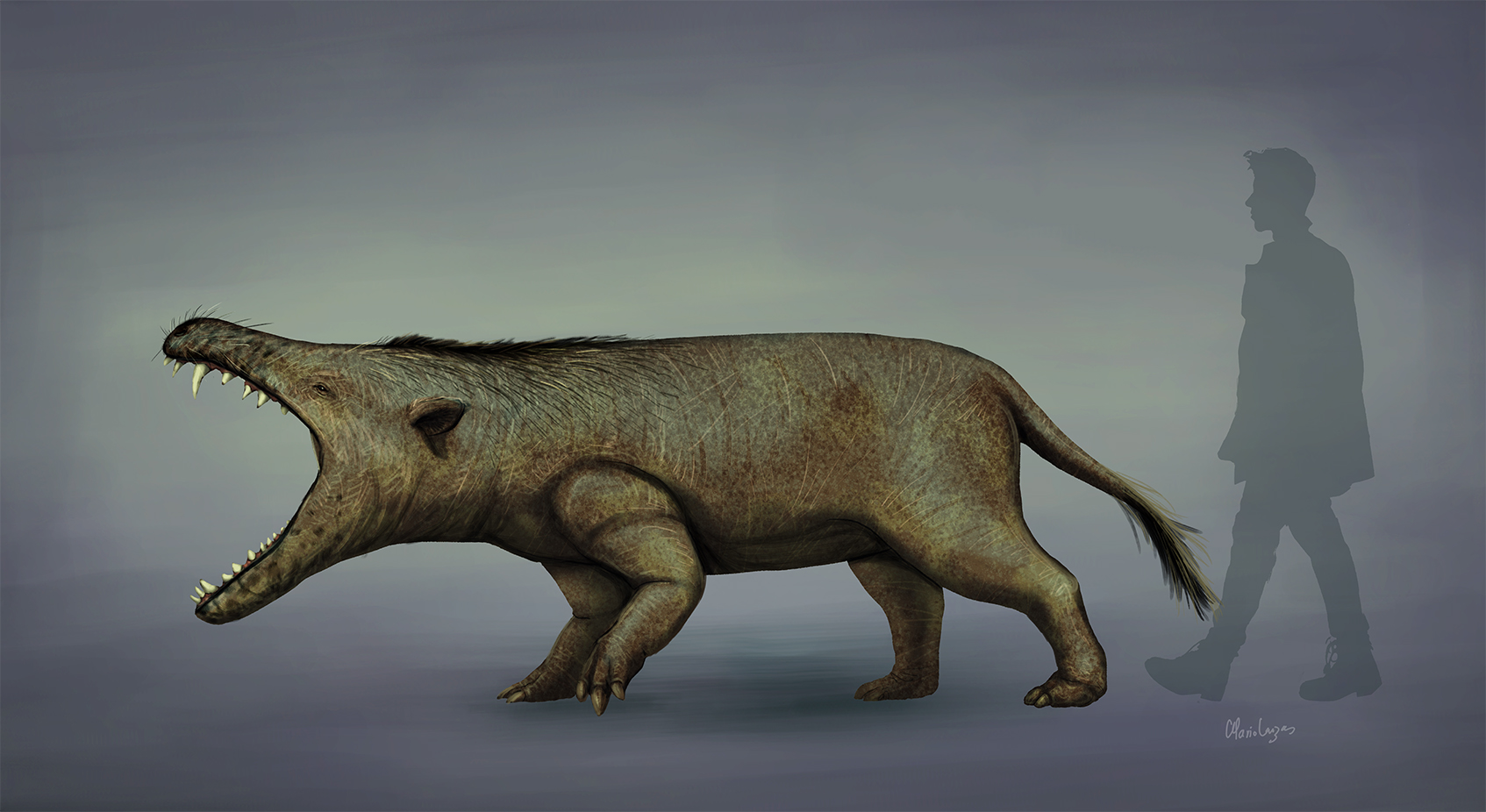
Restauración en vida de Andrewsarchus de 2019

El único espécimen hallado de Andrewsarchus es un enorme cráneo carente de mandíbula hallado en junio de 1923 en la formación Irdin Manha en el desierto del Gobi en Mongolia por Kan Chuen Pao, miembro de la expedición de Andrews. 
Andrews inicialmente lo consideró como un carnívoro, pero posteriormente —debido a su enorme tamaño— se le relacionó con Entelodon, un artiodáctilo omnívoro con el cual comparte las mismas proporciones faciales y craneales. 
Sin embargo, basado en un esquema enviado por carta al Museo Americano de Historia Natural, se le ubicó dentro de la familia de los mesoníquidos debido a la similitud estructural de su cráneo y dentadura con los de las especies conocidas de los mesoniquios (orden estrechamente relacionado con los artiodáctilos y con los cetáceos). 

Finalmente, estudios posteriores excluyen a Andrewsarchus de los mesoniquios y lo sitúan lejos de los cetáceos, clasificándolo de nuevo dentro de los artiodáctilos más emparentados con los entelodóntidos. 

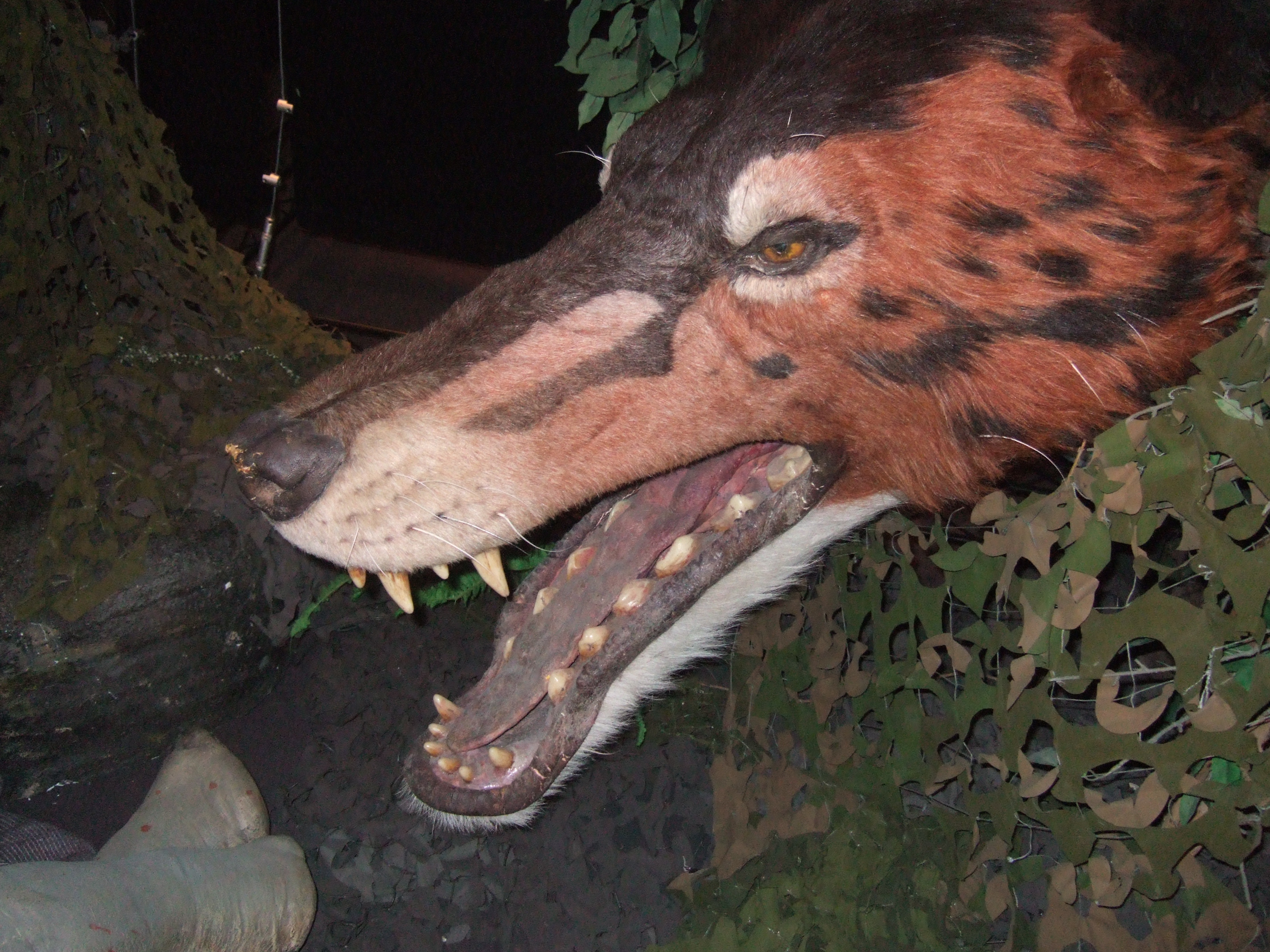
Cabeza animatrónica de Andrewsarchus usada en Walking with Beasts.

## Descripción

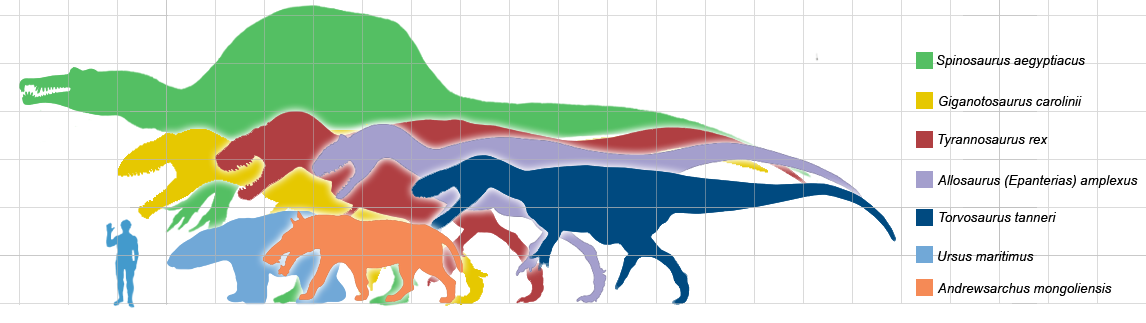
Tamaño comparativo de Andrewsarchus con respecto a otros carnívoros; se muestra en color naranja.

Andrewsarchus se conoce solamente por un cráneo de gran tamaño que mide ochenta y tres centímetros de longitud y cincuenta y seis centímetros de ancho y algunas piezas de hueso. Al ponderarlo con el tamaño de Mesonyx obtusidens, pudo haber tenido una longitud del hocico hasta la parte posterior de la pelvis, de aproximadamente 3,82 m y una altura hasta los hombros de 1,89 m. Con estas medidas es posible que haya triplicado el tamaño de Synoplotherium vorax o de Mesonyx obtusidens y posiblemente sea el mamífero carnívoro terrestre más grande que se conoce. El cráneo tiene cerca del doble del tamaño que el de un oso pardo (Ursus arctos middendorffi), pero con una relación largo-ancho menor, y alrededor de tres veces la longitud del cráneo de un lobo del Mackenzie (Canis lupus occidentalis). 

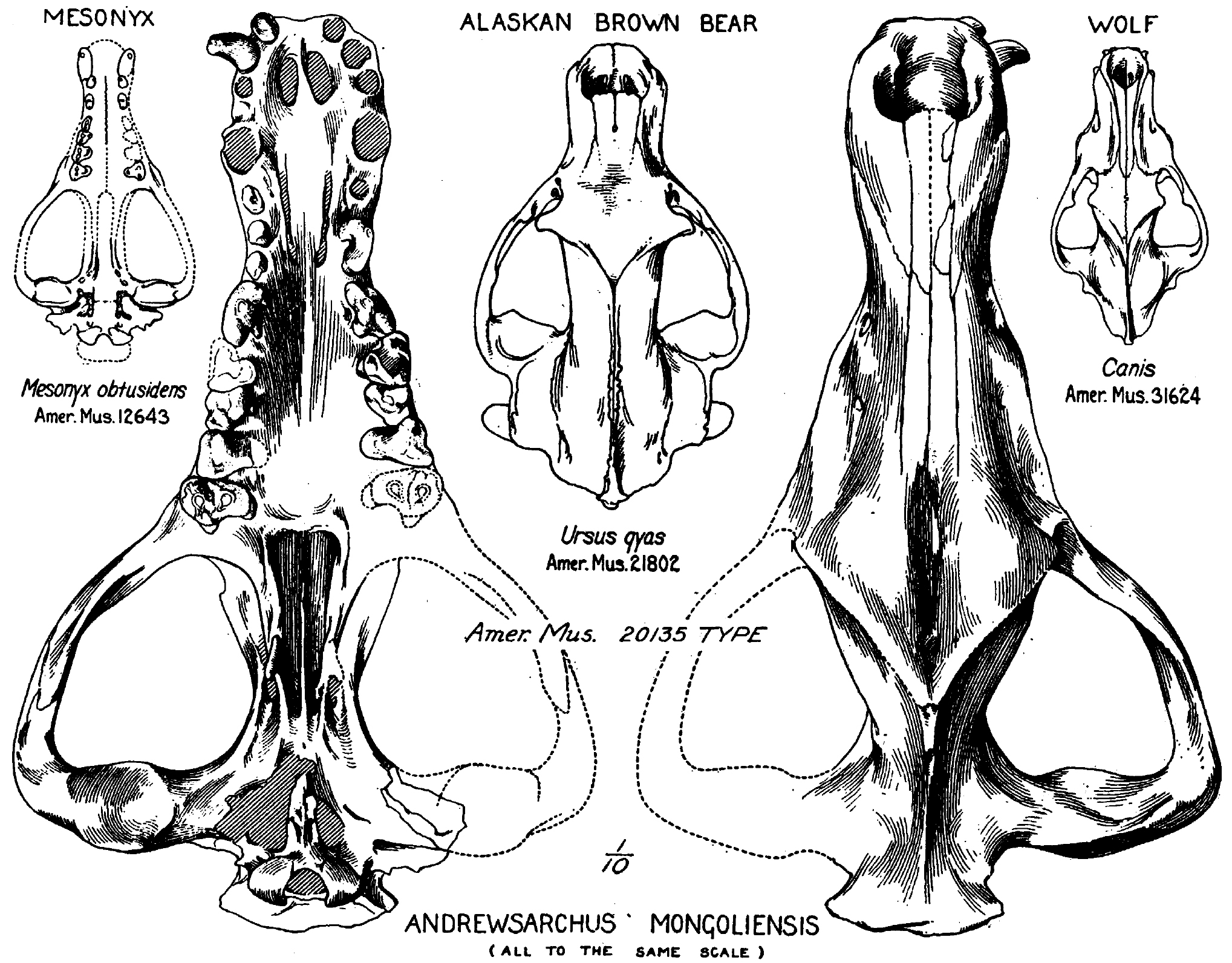
Cráneo de Andrewsarchus mongoliensis, comparado con otros cráneos de carnívoros.

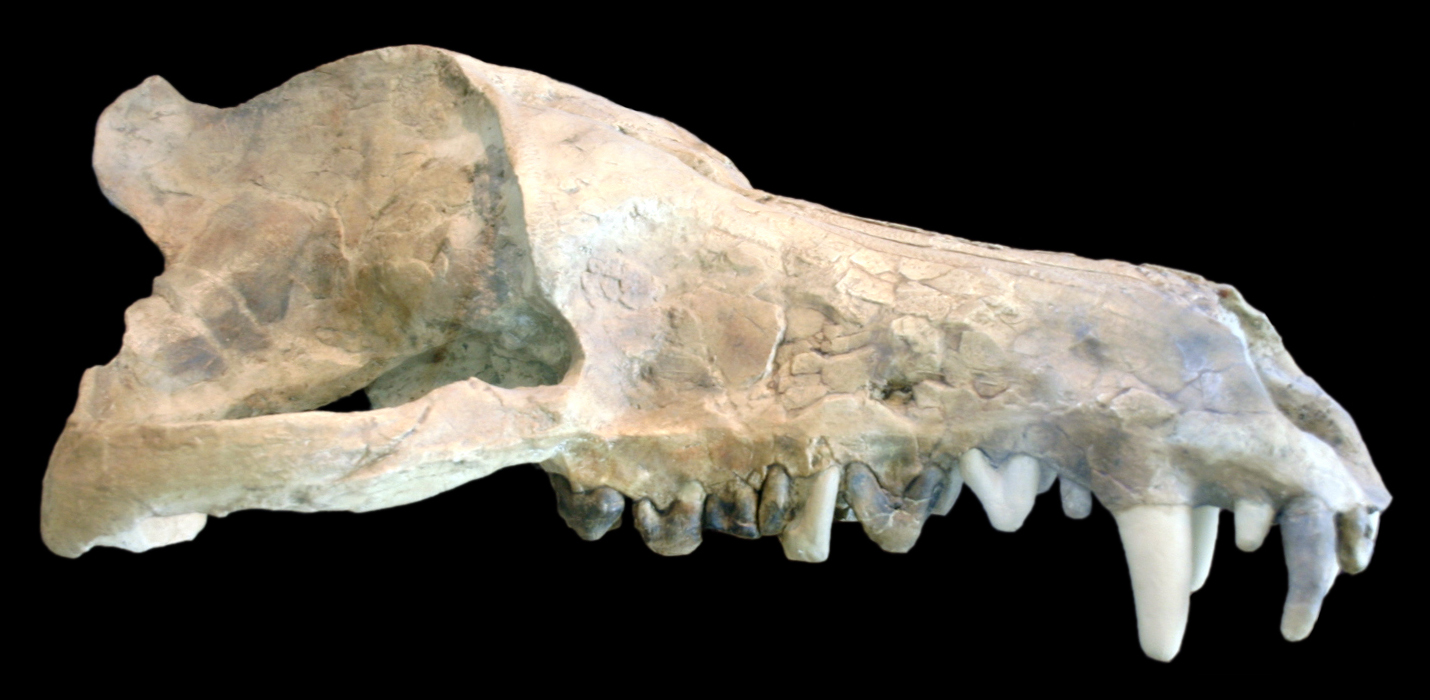
Holotipo de Andrewsarchus mongoliensis.

Dado que los osos pardos y los osos polares pesan entre 450 kg y 675 kg y un espécimen excepcional de lobo pesó 77 kg, Andrewsarchus pudo pesar aproximadamente 1000 kg. Este peso parece cercano al límite práctico de un mamífero carnívoro terrestre, relacionado posiblemente a la disponibilidad de comida y a los requerimientos metabólicos.